# 杜璁
杜璁（1499年—？），字玉仲，直隸廬州府合肥縣人，民籍，明朝政治人物。

## 生平
應天府鄉試第一百十四名舉人。嘉靖二十年（1541年）中式辛丑科會試第二百八十九名，登第三甲第四十九名進士。嘉靖二十一年（1542年）任直隸成安縣知縣，任內修城有功。累官僉事。

## 家族
曾祖杜義；祖父杜能；父杜寬，壽官。母張氏。慈侍下。兄杜琇（医官）。